# Acalypha repanda
Acalypha repanda är en törelväxtart som beskrevs av Johannes Müller Argoviensis. Acalypha repanda ingår i släktet akalyfor, och familjen törelväxter.

## Underarter
Arten delas in i följande underarter:
- A. r. denudata
- A. r. repanda